# От двух до пяти
«От двух до пяти» — книга Корнея Чуковского, посвящённая детской речи. Впервые увидела свет (под заглавием «Маленькие дети») в 1928 году. Начиная с третьего издания выходила под названием «От двух до пяти». При жизни автора выдержала более двадцати изданий, каждое из которых существенно дополнялось и дорабатывалось.

## Содержание
— И почему перчатки? Надо пальчатки.

— Ты, мама, у меня лучшевсехная!

— Я ещё не отсонилась.

— Я люблю чеснок: он пахнет колбасой.

— Женщина — русалка. Мужчина — русал.
Книга открывается главой о детском языке, в которой автор не только приводит примеры «лепых нелепиц», но и рассуждает о неосознанном мастерстве каждого ребёнка, усваивающего огромное количество новых слов и их элементов. Слыша строчку «Царь дрожащего творенья» и преобразуя её в «Царь, дрожащий от варенья», мальчик создаёт сочетание, которое лингвисты называют «народной этимологией».
Детские приставки, по наблюдению Чуковского, свободно отсоединяются от корня (привык → вык, недотёпа → тёпа, нелепо → лепо): такое словообразование возвращает некоторым выражениям их давний, исконный смысл. Благодаря незашоренности своего мышления трёхлетние дети легко изобретают слова никовойный, всехный, рогается, людь.
Глава «Сто тысяч почему» рассказывает о том, что четырёхлетний ребёнок с его жадностью к новым знаниям способен в течение двух с половиной минут задавать «с пулемётной скоростью» десятки вопросов. С возрастом многочисленные «Почему?», «Зачем?», «Как?» задаются всё реже; взрослые и вовсе нередко исключают их из своего лексикона.

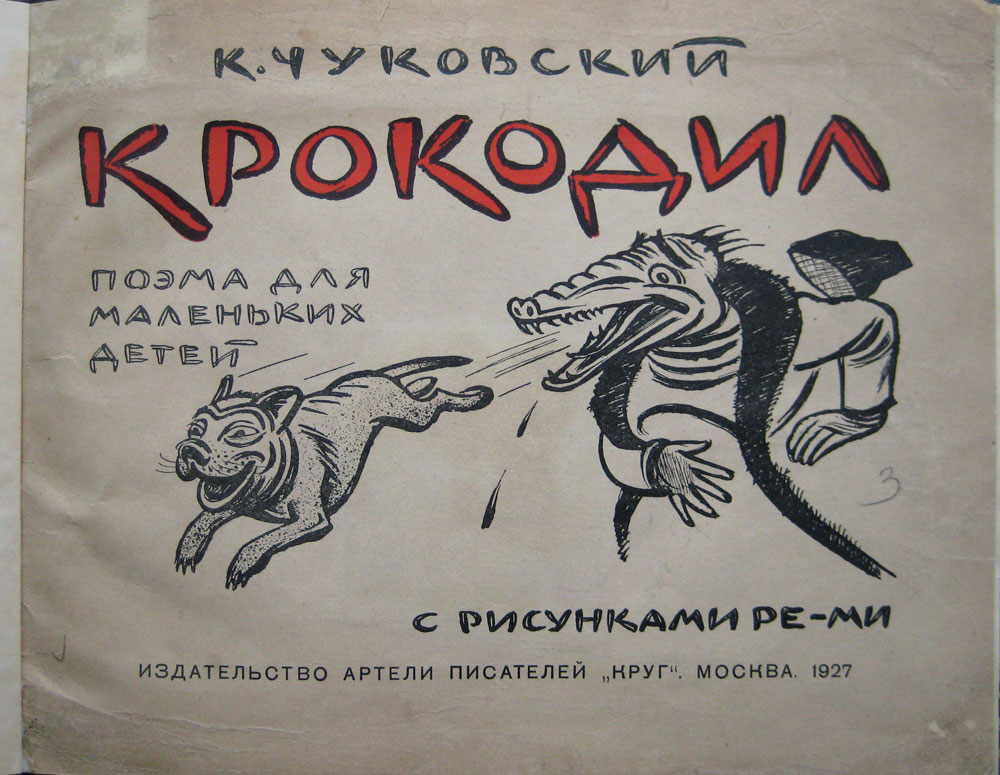
Обложка книги «Крокодил». 1927

В главе «Борьба за сказку» писатель вспоминает о событиях конца 1920-х — начала 1930-х годов, когда его ругали за чтение детям «Мюнхгаузена», «Гулливера» и «Конька-горбунка». Сказка «Мойдодыр» подверглась обструкции на официальном уровне: чиновники от педагогики обнаружили в ней оскорбление трубочистов. За «Крокодила» Чуковского прорабатывали в прессе: критики увидели в этом произведении намёк на корниловский мятеж. В ту пору в журнале «Звезда» появилась разгромная публикация «Что такое „чуковщина“?»; по мнению автора статьи, это было антиобщественное явление, которое «травматически» влияло на детей.
Глава о детском стихосложении повествует о влечении малышей к рифмованным строчкам; для ребёнка игра в созвучия — такая же естественная жизненная потребность, как «кувыркание или махание руками». Давая заповеди детским поэтам, Чуковский напоминает, что при создании стихов для самых маленьких автор должен «мыслить рисунками» и чувствовать музыку в каждой строке.

## История создания и публикаций
По словам писателя, замысел книги возник у него во время отдыха на даче близ Сестрорецка. Слушая разговоры детей, играющих на пляже, Чуковский пришёл к выводу, что их речь не просто занимательна, но и познавательна: она может быть интересна и педагогам, и психологам, и лингвистам. Начиная с 1920-х годов писатель «ушёл в детвору»: он, подобно натуралисту, изучающему природные явления, собирал и систематизировал материал, связанный с «лепыми нелепицами» малышей.

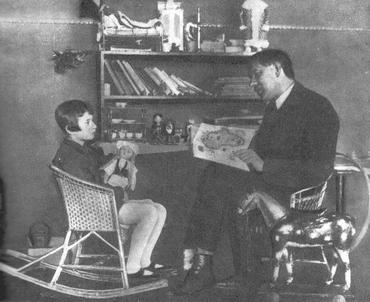
Корней Чуковский с дочкой Мурой. 1925

При подготовке книги Чуковский обозначил возрастные границы: исследованию подлежал мир детей от двух до пяти лет. В этот период каждый малыш ненадолго становится «гениальным лингвистом»; после шести его языковая одарённость начинает постепенно исчезать, а к восьми, когда ребёнок уже хорошо знако́м с основными элементами речи, необходимость выдумывать новые слова и их формы отпадает. Подтверждая это наблюдение, Лидия Чуковская рассказывала, что отец почти непрерывно, «в изобилии», читал своим детям стихи — он считал, что «такого обострённого чувства ритма, как в детстве, у взрослых не будет уже никогда».
После выхода в свет первого издания книги («Маленькие дети», 1928) писатель обратился к читателям с просьбой поделиться своими наблюдениями за детским языком. С той поры в течение сорока лет почта не знала отдыха: письма от родителей, учителей, воспитателей шли мешками:
Если бы я обнародовал весь имеющийся у меня материал, получилось бы по крайней мере десять-двенадцать томов.
Дополненное издание книги (под названием «От двух до пяти») вышло в свет в 1933 году; оно принесло автору всенародную любовь, потому что никто до Чуковского не пытался поговорить с родителями о детях серьёзно, искренне и в то же время «без идеологической трескотни».
Через два года очередной тираж книги был задержан по указанию руководителя Главлита Бориса Волина, узнавшего о том, что в неё включены отрывки из запрещённого «Крокодила». С 1939 по 1955-й книга «От двух до пяти» находилась под негласным запретом и не выходила; это не мешало цензорам тщательно изучать уже выпущенные издания. В 1950 году они обратили внимание на то, что в ней «с уважением упоминается» Владимир Затонский, работавший наркомом просвещения Украинской ССР и репрессированный в 1937-м. Кроме того, недовольство представителей цензурного ведомства вызвало цитирование «в качестве положительного примера» одного из стихотворений поэта Льва Квитко.

## Читательские отзывы
Основные отзывы на книгу, по утверждению филолога Ольги Канунниковой, шли к Чуковскому через читательскую почту — если изучать письма в хронологическом порядке, то можно составить «поразительный портрет эпохи». Так, ленинградская учительница М. Лубенникова (конец 1920-х) обеспокоена школьным языком: в речи подростков появляются слова «заиметь», «загнать», «зажать», а 40-летняя преподавательница может произнести фразу «Ушли со школы».
Политрук Гликин (1939) замечает в книге «От двух до пяти» не только фактические неточности, но и «кабинетную надуманность»; по мнению автора письма, в новое время следует отказаться от старых сказок: читателю нужны не «Мюнхгаузены» и «излизанная всеми экзотика безобидных зверей и насекомых», а истории про Чапаева, Щорса, Котовского и других героев.
По письмам видно, как от десятилетия к десятилетию менялось время. Мучительная ломка 1930-х, которая проходила не только в лагерях, но и в повседневности. Для людей 1950-х «От двух до пяти» — как луч света, как гавань нормального мира. А в 1960-е — уже совсем другая эпоха: люди могут нормально жить, наблюдать за тем, как дети говорят и растут, записывают их глупости или «умности».

## Художественные особенности
Усвоение языка ребёнком Чуковский считал чудом. Он учил видеть в детской речи не только результат подражания взрослому языку, но и плоды самостоятельного творчества.
Оценивая труд Чуковского, исследователи пришли к выводу, что его изыскания в области детского словообразования являются серьёзным вкладом в русскую лингвистику. Автор показывает, какую роль в речи малышей играет приставка (выпузырить, распакетить), насколько свободно ребёнок отделяет её от корня (я вежа, я чаянно), в чём своеобразие использования им неправильных глаголов (воевает, сплим). Всё это доказывает, что «детское языковое мышление совпадает с народным».
Лингвист Валерий Даниленко отмечает, что хотя Чуковский не распределил детские неологизмы по типам, на основе представленных автором примеров их можно разбить на четыре группы: «словообразовательные, лексические, морфологические и синтаксические» («Я пла́чу не тебе, а тёте Симе»).
Характер главного героя — человека в возрасте от двух до пяти лет — не статичный: малыш развивается, находится в постоянном движении, его отличают любознательность и открытость миру. Ребёнок не умеет фальшивить: если он страдает, то искренне, от души; если ликует, то «до смерти».
Глава «Борьба за сказку», появившаяся в более поздних изданиях книги, воспроизводит фрагменты дискуссий конца 1920-х — начала 1930-х годов, когда автору пришлось вступаться не только за свои, но и за чужие произведения — «защищать свободу творчества, его право не подчиняться убогому утилитаризму». О жёсткости полемики свидетельствуют приведённые Чуковским цитаты из адресованной работникам просвещения книги «О вреде сказок» В. Булгакова, из которых следует, что «волшебная сказка — школа полового разврата: мать Золушки — садистка, принц — фетишист».
По мнению учёного Сергея Лесного, заслуга автора книги «От двух до пяти» заключается в том, что он сумел убедить педагогов не вносить «отсебятину» в развитие малышей, не торопиться с их развитием и не пропускать «необходимые промежуточные стадии»:
На детей не надо налагать логики взрослых, дети идут своими особенными путями, одинаковыми и у сына бедного портного, и у дочери пышного герцога.